# Louis Fleurant
Louis Fleurant, né le 30 mars 1897 à Compiègne et mort le 16 mai 1980 à Montpellier, est un architecte français qui exerce une grande partie de sa vie professionnelle au Maroc.

## Biographie
Louis Henri Fleurant, naît le 30 mars 1897 à Compiègne du mariage de Gabriel Louis Gustave Fleurant, professeur, alias Fleurant-Agricola, instigateur du Front paysan dans les années 1930, et d'Emma Adrienne Elisabeth Hemery. Il épouse Julia Eugènie Redier le 7 juin 1924 à Montpellier.  
À l'école des Beaux-Arts de Paris, il est l'élève de Gaston Redon, d'Albert Tournaire et de Léon Azéma et en sort diplômé le 10 novembre 1925. 
Il devient architecte à Casablanca de 1927 à 1973, actif à Casablanca de 1927 à 1942 puis à partir de 1945, réalise des groupes scolaires pour la Direction générale de l'Instruction publique au Maroc.
Il est président du Conseil régional de l'Ordre des architectes du Maroc et habite Casablanca en 1931,.
À la fin des années 1920, il a une agence, en association avec Jean Stra, son beau-frère, au no 83, rue Saint-Jean au Touquet-Paris-Plage.
En 1962, il s'installe dans le 14e arrondissement de Paris.
Il meurt le 16 mai 1980 à Montpellier.

## Principales réalisations
- groupes scolaires pour la Direction générale de l'Instruction publique au Maroc

## Distinctions
Louis Fleurant est nommé chevalier de l'ordre national de la Légion d'honneur le 4 mai 1950 et décoré de la croix de guerre 1914-1918